# Belvédère du mont des Avaloirs
Le belvédère du mont des Avaloirs est une plateforme aménagée située au point culminant du mont des Avaloirs, sur le territoire de la commune de Pré-en-Pail-Saint-Samson, dans le département de la Mayenne, en région Pays de la Loire.

## Situation géographique
Le belvédère est construit sur le point le plus élevé du département, le mont des Avaloirs, haut de 416 mètres, qui est le point culminant du Massif armoricain et du Grand Ouest (Normandie, Bretagne, Pays de la Loire). Ce mont est situé à la limite du département de l'Orne, à Pré-en-Pail. Il est le plus haut et le principal sommet de la longue ligne de petites montagnes et se présente comme une haute colline rocheuse.

## Construction
Le belvédère actuel est construit et inauguré le 12 septembre 1994, et remplace un édifice antérieur, construit en 1954, qui lui-même remplaçait un bâtiment de 1914. Il mesure 18,50 m de hauteur et compte 108 marches.
En 2018, son accès fait l'objet d'un vaste programme de réaménagement.
En 2019, l'artiste franco-britannique Seb Toussaint réalise une fresque couvrant la surface des deux pans du belvédère.

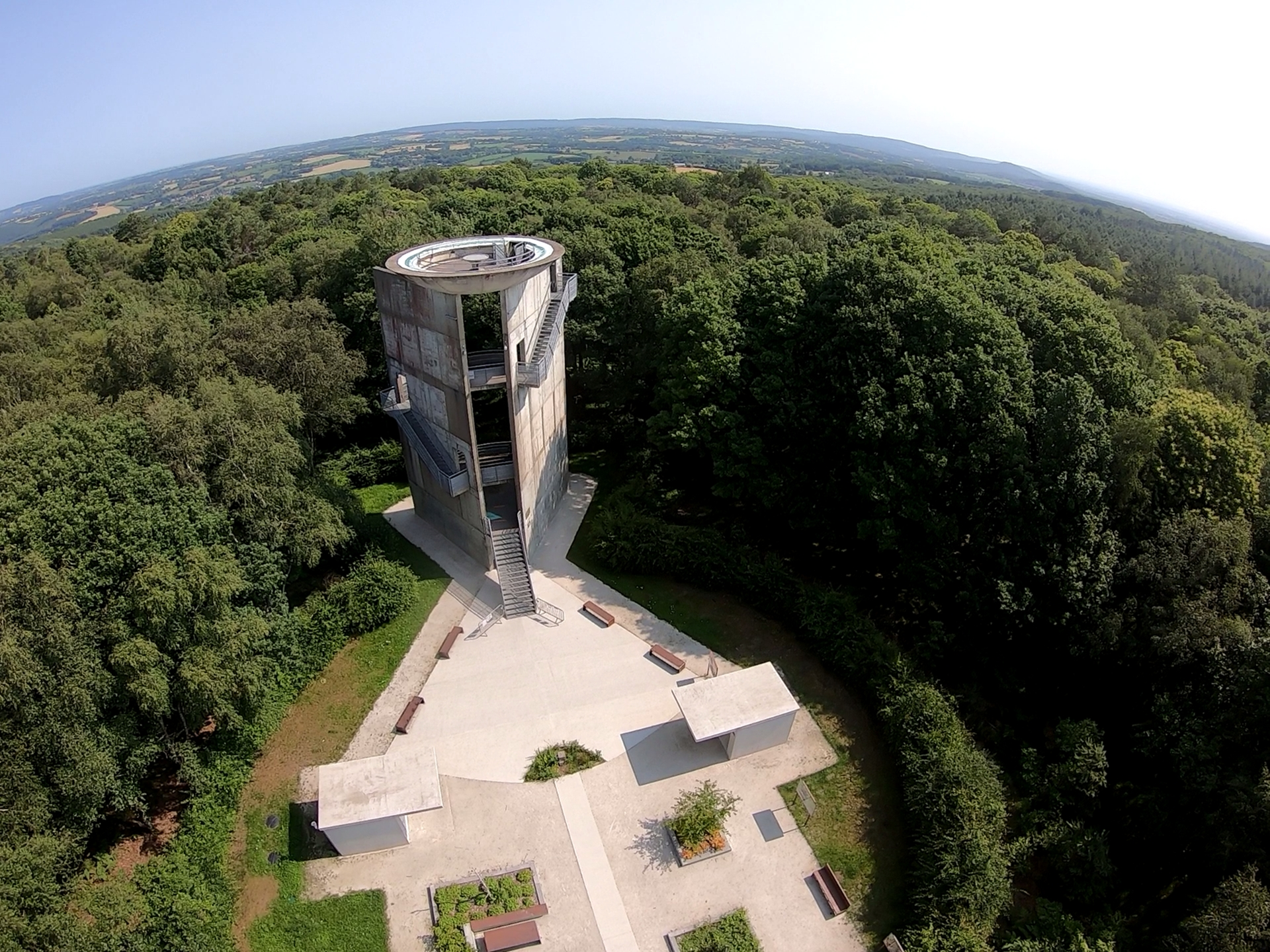
Vue aérienne du Belvédère
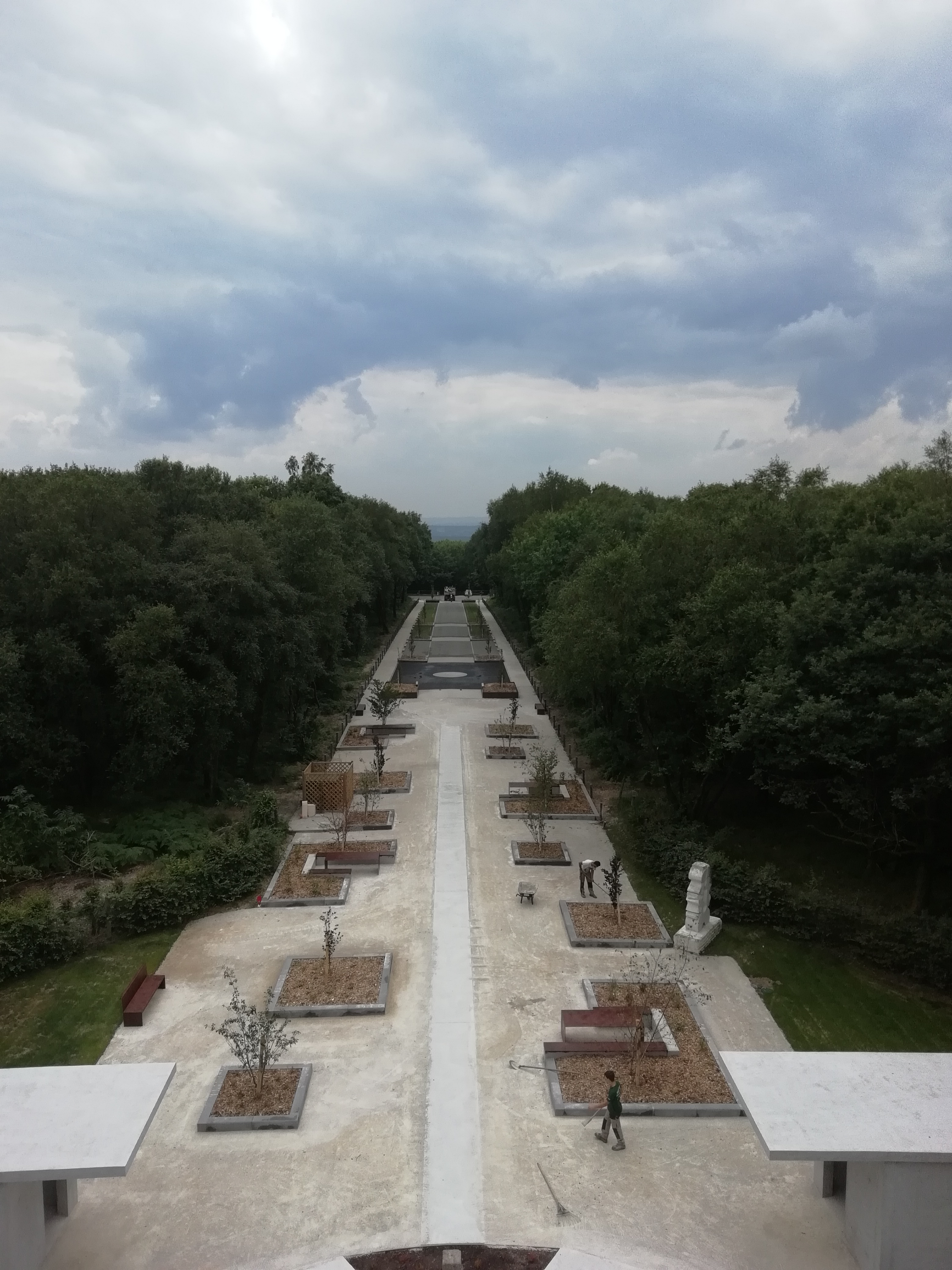
Chemin d'accès réhabilité
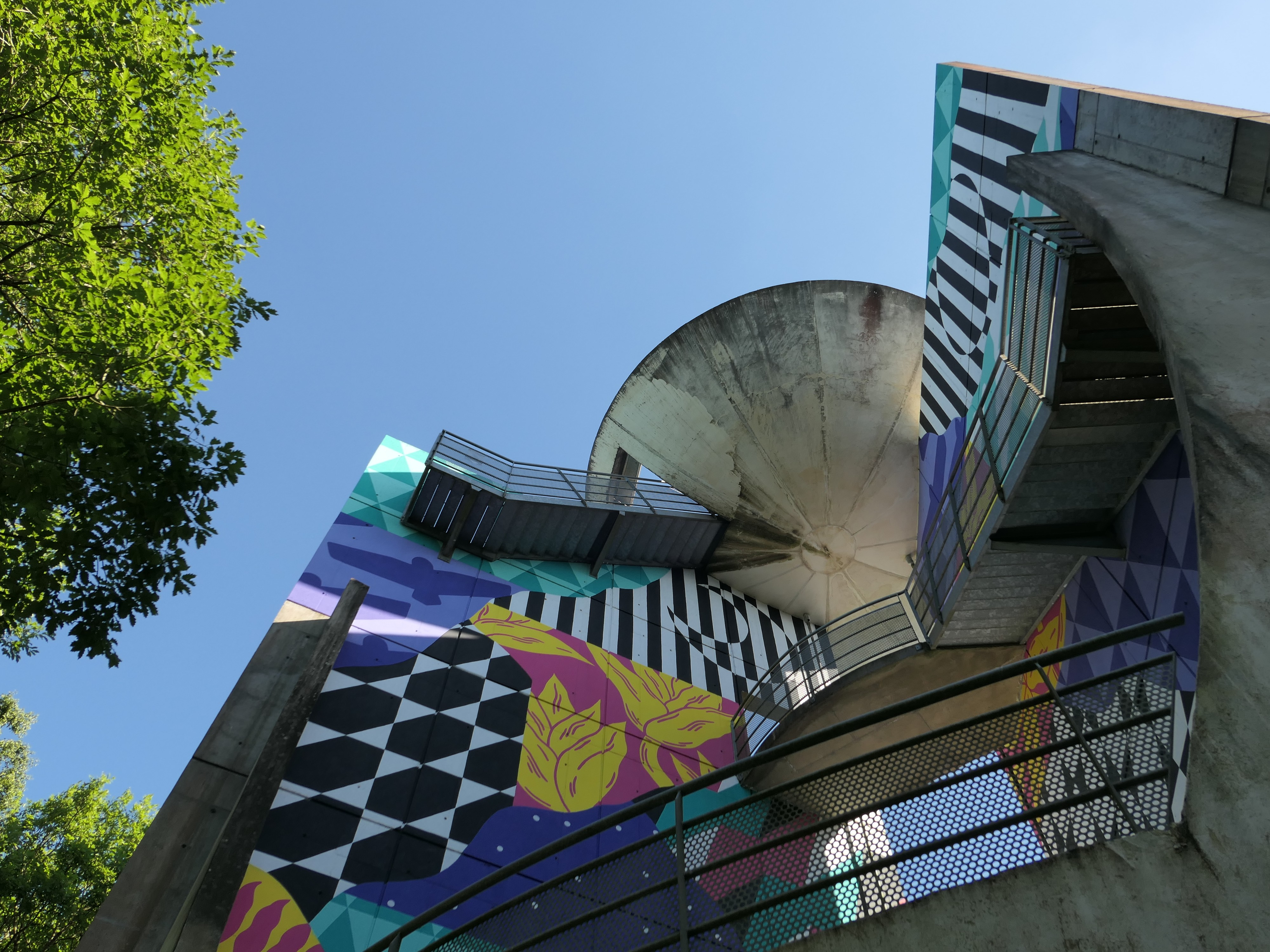
Face nord du belvédère peinte par l'artiste Seb Toussaint

## Panorama
Le belvédère, entouré d'arbres, permet un panorama de 360° avec une vue par temps clair sur une soixantaine de kilomètres à la ronde.

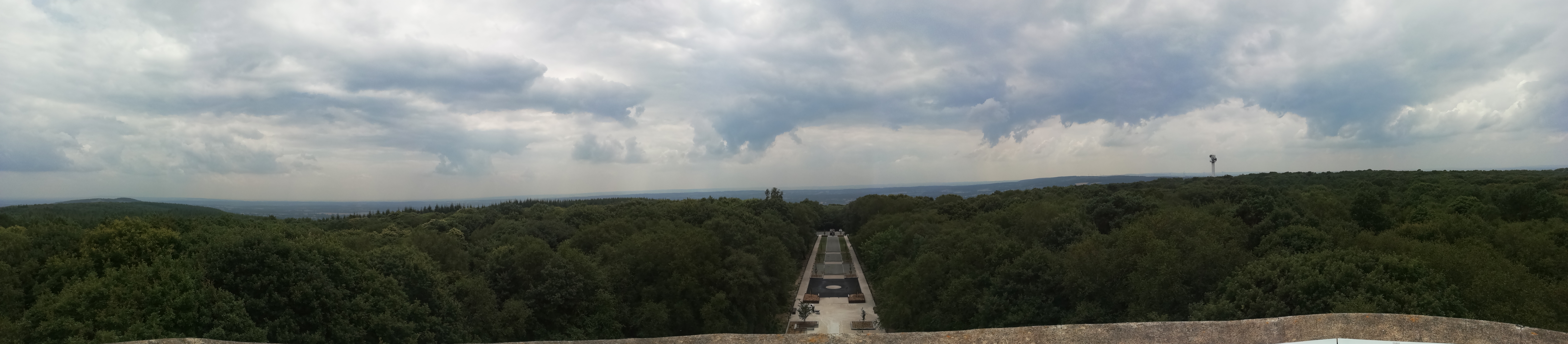
Panorama sud depuis le belvédère
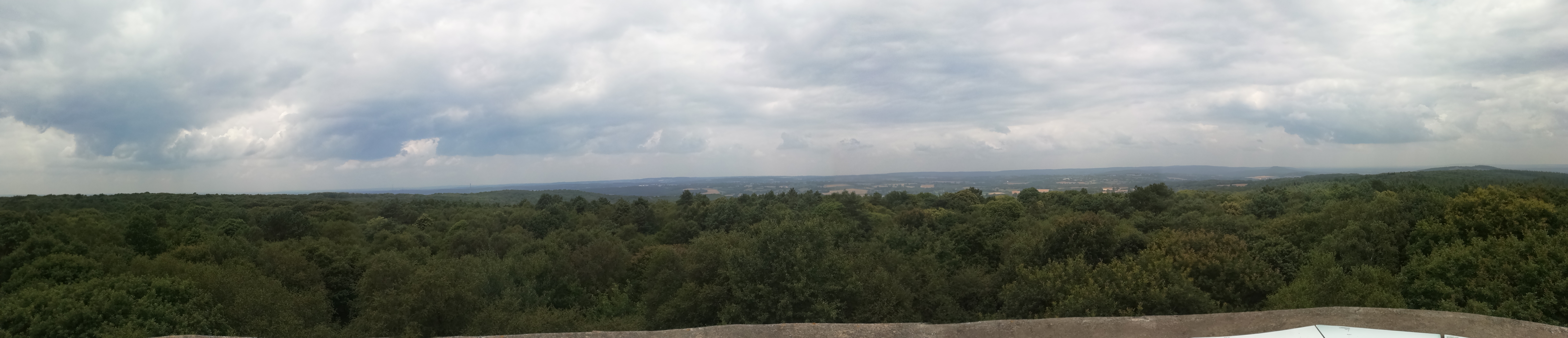
Panorama nord depuis le belvédère
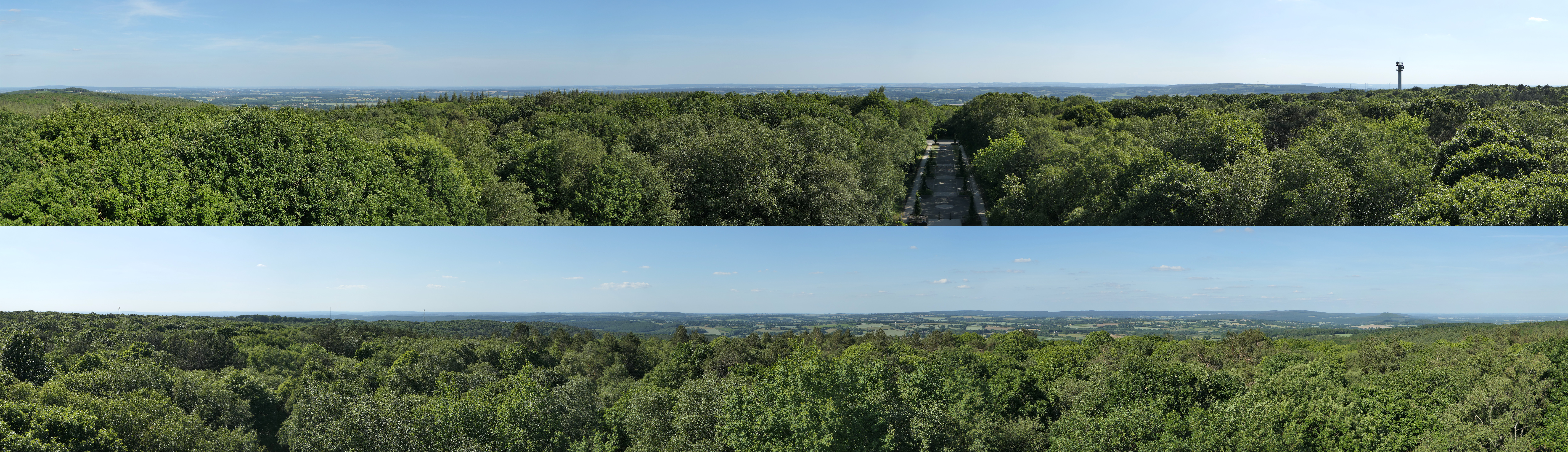
Panorama complet depuis le belvédère